# Fandriana
Fandriana ist eine ländliche Gemeinde an der Ostküste Madagaskars. Sie ist der Hauptsitz des gleichnamigen Distrikts und liegt in der Region Amoron’i Mania. Der Großteil seiner Bevölkerung sind Betsileos.

## Geografie
Die Ortschaft liegt am Ende der Nationalstraße 41, ca. 41 km von der Kreuzung mit der Nationalstraße 7 in Ikelilapona bei Ambositra entfernt. Auf rund 1400 m Höhe gelegen, verfügt der Ort über ein angenehm frisches Klima mit einer Vegetation, die von Pinien und Eukalyptus bestimmt wird.

## Natur
Im Gebiet Fandriana-Marolambo befindet sich ein Nationalpark, der rund 95.000 Hektar umfasst.

## Wirtschaft
In der Umgebung wird Ambodivoara gebrannt, ein traditioneller Zuckerrohrschnapps.